# The Seven Mile Journey
The Seven Mile Journey er et dansk band. Den originale band opsætning blev etableret i 1995, men det var først i 1999 at den aalborgensiske postrock kvartet tog navnet The Seven Mile Journey. 
I 2001 lavede bandet demoen “The Seven Mile Journey”, hvilket medførte koncerter i Danmark og London. 
I 2006 blev bandets debut cd “The Journey Studies” udgivet på det københavnske pladeselskab Fono’gram-Agency. Med udgivelsen af pladen fulgte diverse koncerter som blandt andet indeholdt en optræden på Roskilde Festival, Forma Nova og Vesterbro Festival i 2006. Desuden var bandet i Berlin og rundt på forskellige spillesteder i Danmark. 
The Seven Mile Journey’s musikalske univers bevæger sig indenfor postrock genren og bandet har siden 1999 beskæftiget sig med instrumentalmusik, hvilket også er kendetegnende for ”The Journey Studies”, der udgør en helhed, bygget op af dynamiske skift og melankolske toner, lange og intense lydflader, der indbyder til fordybelse hos lytteren. Som helhed danner albummet fragtmenter af et eller flere livsforløb ud fra en overordnet tematik, som lytteren selv kan definere titlen på.
Efter at pladen har været ude i ca. et år, har den modtaget flot kritik fra musik magasiner i Danmark samt lande som Italien, Tyskland, Norge, Sverige, USA, Holland, Frankrig og England. Især har pladen været rost for dens intensitet, dynamik samt kreativitet.
Live leverer The Seven Mile Journey en musikalsk udfordring – idet de spænder fra dystre, melankolske og ildevarslende lydflader til smukke, storladne og intense energiudladninger. Instrumenternes utroligt fængende fortællinger danner rammen om en stemning ud over det sædvanlige – søgende og ængstelige lydbilleder bevæger sig over et varslende landskab.
I 2007 påbegyndte The Seven Mile Journey indspilningen af deres opfølger til debuten. Albummet har fået titlen “The Metamorphosis Project”, og består af 6 numre. Pladen blev udgivet d. 6 februar 2008.
"The Metamorphosis Project" udgives i samarbejde med Fono'gram-Agency, og bliver distribueret af VME. Pladen er desuden udkommet på det New York baserede pladeselskab Pumpkin Seeds In The Sand

## Diskografi
- The Metamorphosis Project (2008)
  - 1. 	Theme for the Elthenbury Massacre
  - 2. 	The Catharsis Session
  - 3. 	Identity Journals (anonymous)
  - 4. 	January 4th – The Hypothesis Hours
  - 5. 	A Sanctuary for Lugubrious Tracy
  - 6. 	Purification – The Journey Transcriptions

- The Journey Studies (2006)
  - 1. 	Through the Alter Ego Justifications
  - 2. 	Passenger's Log, the Unity Fractions
  - 3. 	Theme for the Oddmory Philosophies
  - 4. 	The Murderer/Victim Monologues

- The Seven Mile Journey (demo – 2001)
  - 1. 	In an Eight Track Universe
  - 2. 	The Mystery of Olden
  - 3. 	Distant March
  - 4. 	When Blizzards are Afraid